# Espuri Icili
Espuri Icili (en llatí Spurius Icilius) va ser un polític romà, representant dels plebeus durant l'anomenada secessió del Mons Sacer, per tractar amb el senat l'any 494 aC. Formava part de la gens Icília.
Quan es va establir la figura del tribú de la plebs no va ser elegit el primer any (493 aC) però si al següent (492 aC).
Segons Dionís d'Halicarnàs, durant el seu tribunat es va enfrontar al senat per la manca de provisions i va impulsar una llei que castigava amb multa a qui impedís a un tribú dirigir-se al poble, i responia del seu pagament amb els seus béns, però Niebuhr pensa que aquesta llei mai es va poder aprovar abans de la lex Publília del 474 aC quan l'elecció dels tribuns va passar dels comicis centuriats als comicis tribunats i cada tribú va adquirir poder amb relació a legislar, poder que abans no tenien i, per tant, situa la llei Icília el 471 aC quan un Espuri Icili va ser un dels cinc tribuns de la plebs elegits per les tribus.
Dionís també parla d'un tribú de la plebs de nom Espuri Icili l'any 481 aC que va intentar forçar als patricis a aprovar una llei agrària, impedint-los allistar tropes per lluitar contra els eques i la ciutat de Veïs. Titus Livi l'anomena Espuri Licini. Però si el nom que dona Dionís és correcte, probablement és el mateix que el tribú de l'any 492 aC, de manera que Espuri Icili hauria estat tribú per primera vegada el 492 aC, una segona vegada el 481 aC, i una tercera el 471.
L'Espuri Icili tribú de la plebs el 492 aC va ser edil l'any 491 aC i va participar activament en la persecució contra l'orgullós patrici Coriolà. Ell i el seu col·lega Luci Juni Brut tenien l'encàrrec de les tribus de fer presoner Coriolà, però els patricis els ho van impedir per la força de les armes. Detingut Coriolà, van voler llançar-lo des de la roca Tarpeia, però els patricis ho van tornar a impedir.